# Giovanni Paolo Benotto

Erzbischofswappen von Giovanni Paolo Benotto

Giovanni Paolo Benotto (* 23. September 1949 in Pisa) ist ein italienischer Geistlicher und emeritierter römisch-katholischer Erzbischof von Pisa.

## Leben
Giovanni Paolo Benotto verbrachte seine Kindheit und Jugend zunächst in Pugnano und besuchte später eine von Klarissen getragene Elementarschule in Ripafratta. Anschließend besuchte eine staatliche Mittelschule in San Giuliano Terme und anschließend das Realgymnasium „Ulisse Dini“ in Pisa, wo er 1968 die Hochschulreife erlangte. Nach dem Studium der Katholischen Theologie und Philosophie am Erzbischöflichen Priesterseminar Pisa empfing er am 28. Juni 1973 das Sakrament der Priesterweihe. Anschließend war er bis 1980 Bischofssekretär des Pisaer Erzbischofs, Benvenuto Matteucci. Von 1980 bis 1993 war er Prior der Pfarrei San Michele Arcangelo in Oratoio in Piano di Pisa. 1993 wurde er von Erzbischof Alessandro Plotti zum Generalvikar der Erzdiözese Pisa berufen und 1994 als Domkapitular in das Pisaer Primatialkapitel aufgenommen.
Am 5. Juli 2003 ernannte ihn Papst Johannes Paul II. zum Bischof von Tivoli. Die Bischofsweihe spendete ihm der Pisaer Erzbischof, Alessandro Plotti, am 7. September desselben Jahres im Dom zu Pisa; Mitkonsekratoren waren der Apostolische Nuntius in Italien und San Marino, Erzbischof Paolo Romeo, und der emeritierte Bischof von Tivoli, Pietro Garlato. Die feierliche Amtseinführung in Tivoli (Inthronisation) fand am 4. Oktober 2003 statt.
Am 2. Februar 2008 berief ihn Papst Benedikt XVI. zum Erzbischof von Pisa und damit zum Primas von Korsika und Sardinien; die Amtseinführung fand am 6. April desselben Jahres statt.
Am 6. Februar 2025 nahm Papst Franziskus seinen altersbedingten Rücktritt an.

## Mitgliedschaften
- Kongregation für die Selig- und Heiligsprechungsprozesse (seit 2006)[4]